# Laura Pedro
Laura Pedro Albiol (Barcelona, 1989) es una supervisora de efectos visuales española. Es la primera mujer en obtener el premio Goya a los mejores efectos especiales.
Medalla de Oro al Mérito en las Bellas Artes 2024.

## Biografía
Laura Pedro inicialmente quería ser camarógrafa, pero un accidente de moto se lo impidió. Estudió efectos visuales en la escuela de cine ESCAC hasta 2013. Luego de finalizar sus estudios, se incorporó a la compañía cinematográfica “El Ranchito” como compositora digital, donde trabaja como supervisora de VFX desde 2016.
Es abiertamente lesbiana.En 2023 fue incluida en la lista de las 15 lesbianas más importantes e influyentes del mundo de la revista Elle, en el puesto número 8.

## Premios y nominaciones
Fue galardonada con el Goya (junto a Lluis Rivera) y el Premio Gaudí por su trabajo de efectos especiales en Superlópez, película de 2018 dirigida por Javier Ruiz Caldera, y también recibió un Goya por Way Down (2021). Recibió otro Gaudí por Un año, una noche (2022).
Recibió el Premio del Cine Europeo por La sociedad de la nieve (2023), y su tercer premio Goya en 2024 por la misma película.
También ha sido galardonada con la Medalla de Oro al Mérito en las Bellas Artes en 2024.

## Filmografía

### Películas
- 2016: Un monstruo viene a verme
- 2017: Piel Fría
- 2018: Superlópez
- 2019: Quien a hierro mata
- 2020: Malnazidos
- 2021: Way Down
- 2022: Un año, una noche
- 2023: La sociedad de la nieve

### Series
- ¡García!